# Mortemer (Senna Marittima)
Mortemer è un comune francese di 108 abitanti situato nel dipartimento della Senna Marittima nella regione della Normandia.

## Società

### Evoluzione demografica
Abitanti censiti